# Hutsburg
Die Hutsburg ist eine hochmittelalterliche Höhenburganlage im Landkreis Schmalkalden-Meiningen. Sie befindet sich auf dem 639,3 m ü. NHN hohen Hutsberg, einem markanten Basaltkegel über dem rechten Herpfufer bei Helmershausen (Gemeinde Rhönblick) in der Rhön.
Wegen der Grenznähe (DDR/BRD) war die Burg über Jahrzehnte unzugänglich und geriet in Vergessenheit.

## Geographie
Der Hutsberg (Rhön) und sein fast gleich hoher (638,8 m), 1,8 km südlich, an der Rhein-Weser-Wasserscheide aufragender Zwilling Neuberg sind die südöstlichsten Basaltkuppen der Vorderen Rhön, die Scharte zwischen beiden liegt auf etwa 558 m. Da der Hutsberg der knapp Höhere ist, muss man von ihm aus sogar bis zu einer Scharte auf etwa 448 m in der Nähe der Landesgrenze nordöstlich Weimarschmiedens, jedoch noch in Rhönblick, herabsteigen, um einen höheren Berg, den Stellberg zu erreichen. Seine Prominenz beträgt daher immerhin rund 191 m. Seine Dominanz beträgt 2,6 km; in dieser Entfernung (nach Nordnordosten) erreicht der Gebaberg die Höhe des Hutsbergs.

## Geschichte
Nach der mündlichen Überlieferung soll der Hutsberg bereits im 4. Jahrhundert eine Befestigungsanlage aufgewiesen haben. Aus dieser Zeit gibt es weder schriftliche Belege noch Baureste.
Die ältesten Teile der Hutsburg stammen vermutlich vom Ende des 12. Jahrhunderts, allerdings wurde sie erst 1273 erstmals urkundlich erwähnt. Die Hutsburg war zu dieser Zeit zu einem Raubritternest herabgesunken und wurde um 1275 von Graf Berthold von Henneberg-Schleusingen mit Unterstützung der Städte Erfurt, Nürnberg und Würzburg eingenommen und zerstört, nachdem König Rudolf die Freihaltung der Straßen angeordnet hatte. 1383 ließen die Grafen von Henneberg die Hutsburg als wichtigen strategischen Stützpunkt an der Südwestflanke ihres Territoriums wieder aufbauen und setzten ihre eigenen Burgmannen zur Verwaltung ein. Die Burg wurde in der Folgezeit mehrfach verpfändet, und am 13. Mai 1525 wurde sie im Bauernkrieg von den aufständischen Bauern endgültig zerstört.
Die Anlage bestand aus einem rechteckigen Wohnbau (Palas), einem nördlichen Eckturm, vier Schalentürmen sowie einer 10 m hohen und 1,7 m dicken Ringmauer mit äußerem Wallgraben. Die heutige Ruine besteht aus beträchtlichen Resten der Ringmauer und des großen rechteckigen Wohnbaues aus dem 14. Jahrhundert. Sie war Besuchern frei zugänglich, ist aktuell (2014) aber rund um die Außenmauern durch einen vom Forstamt Kaltennordheim errichteten Zaun gesperrt.

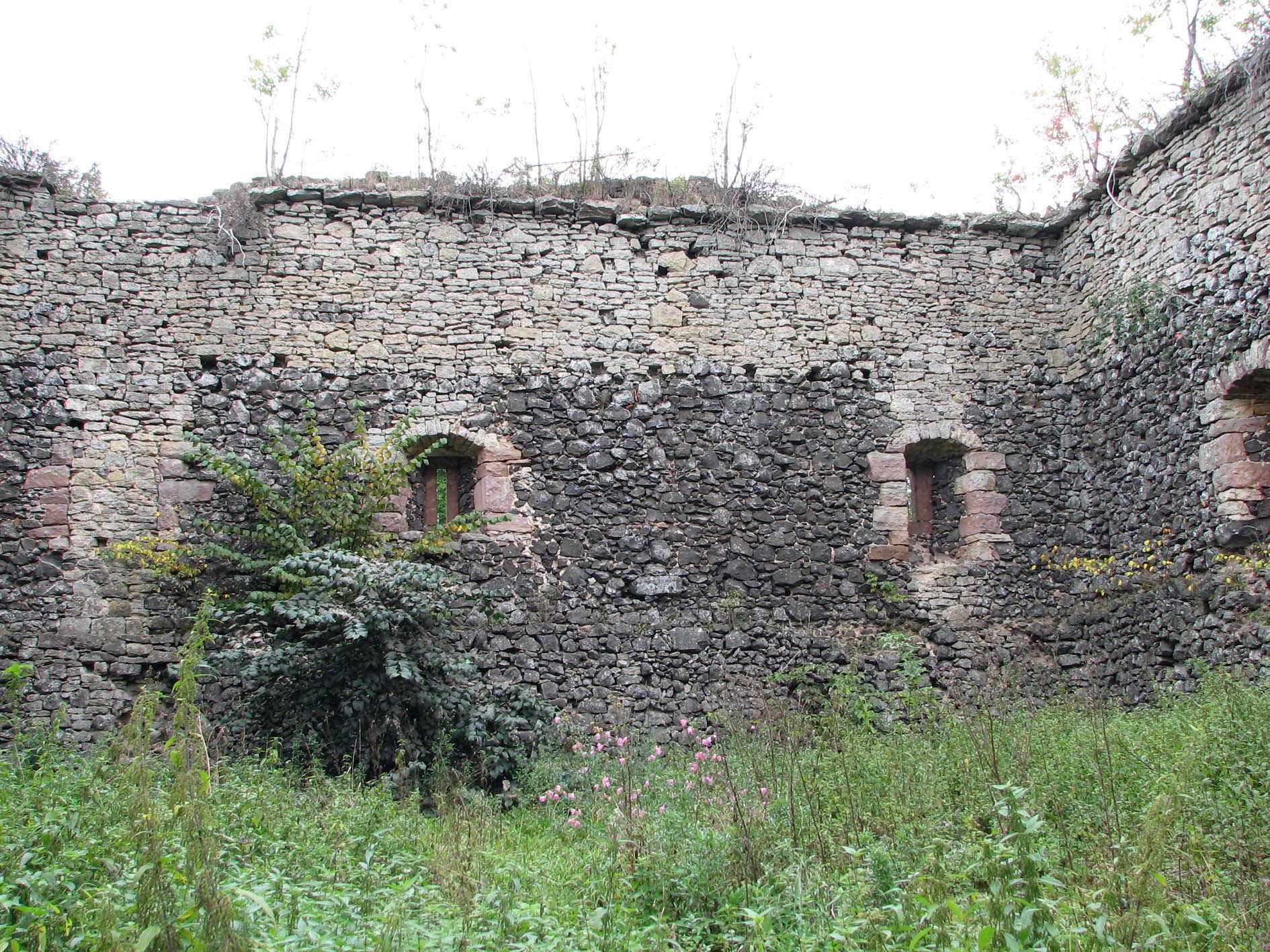
Verwilderter Innenhof der Burganlage
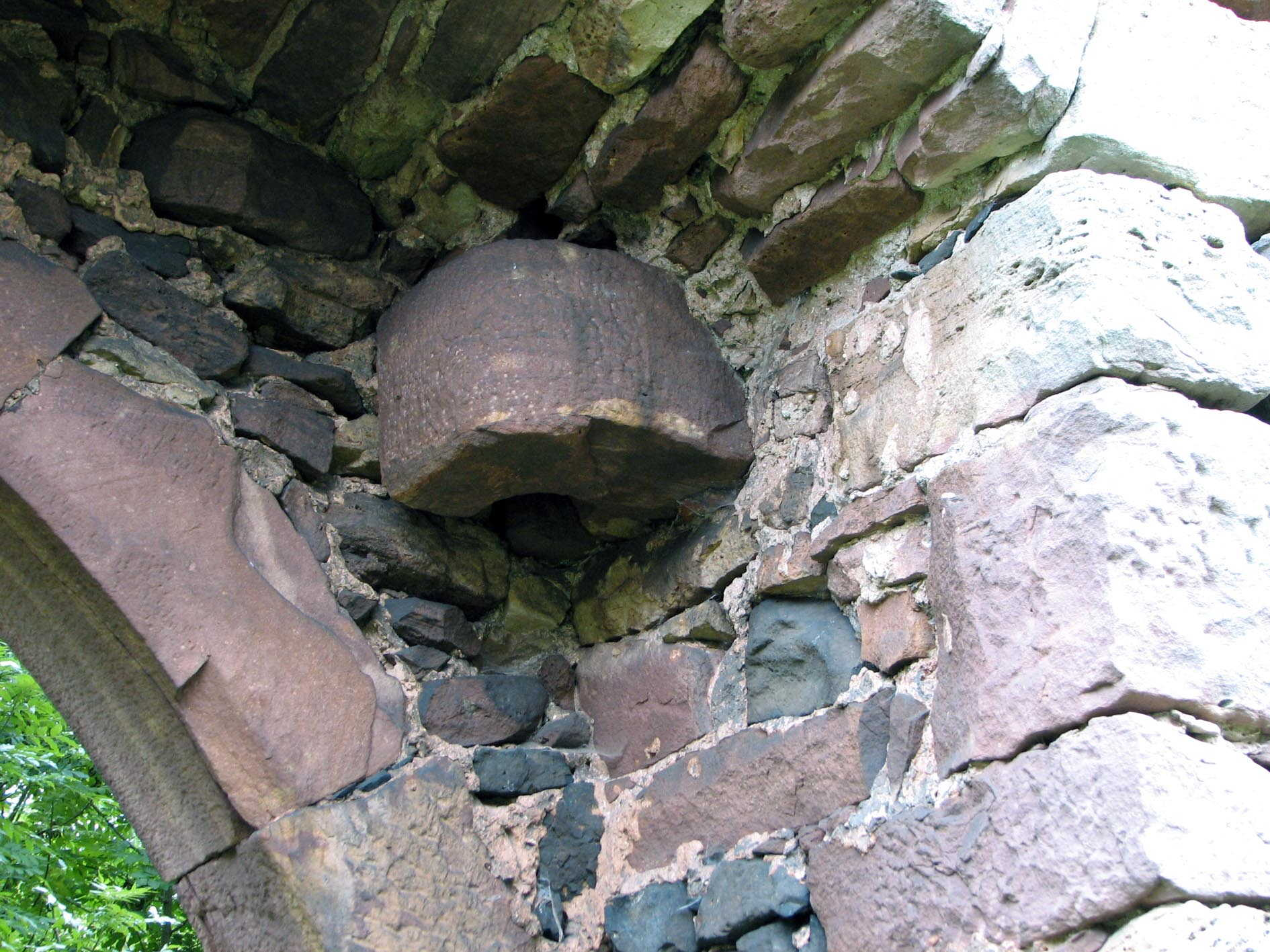
Oberer Haltestein (Angel) eines Torflügels
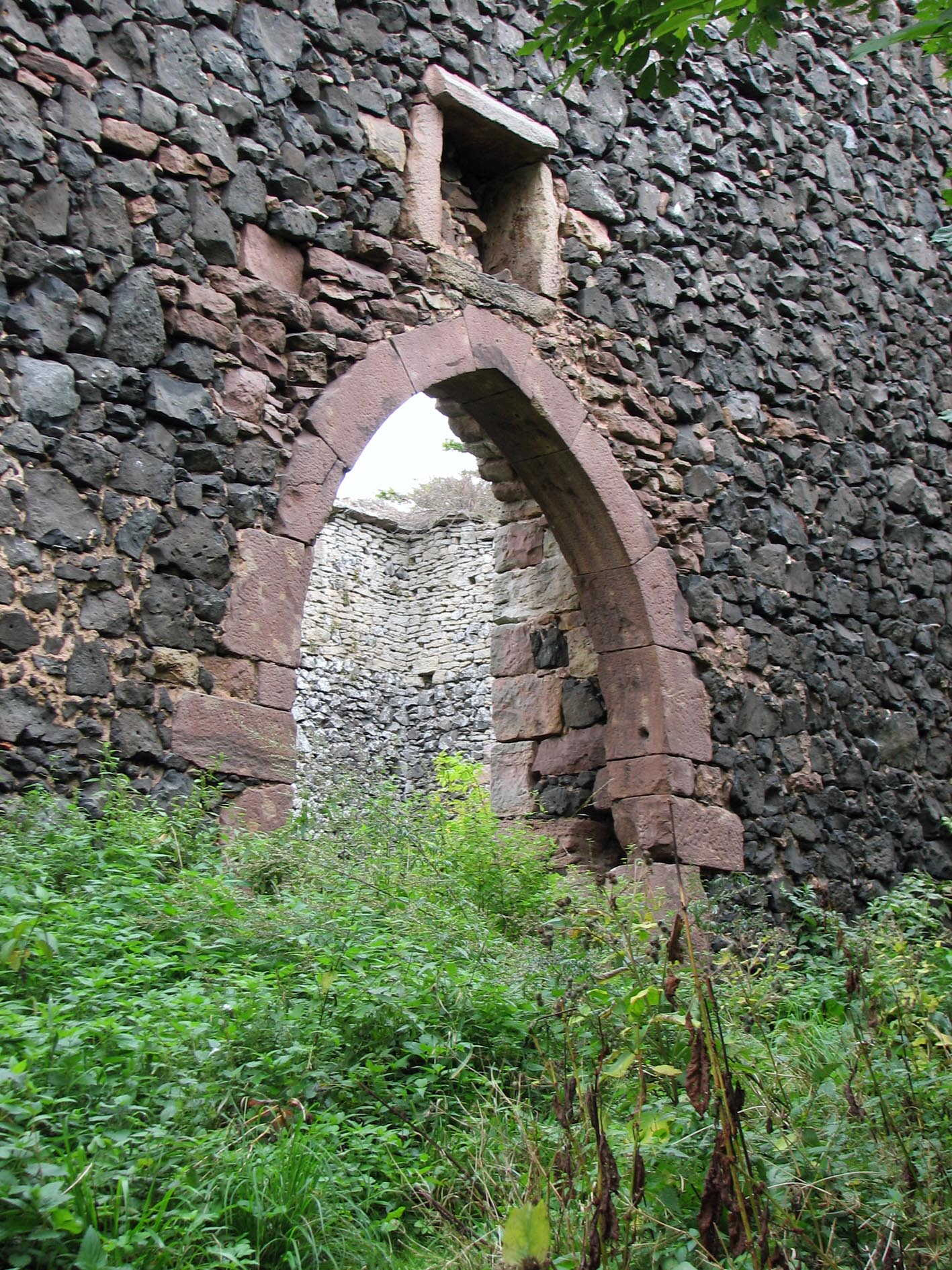
Das Burgtor
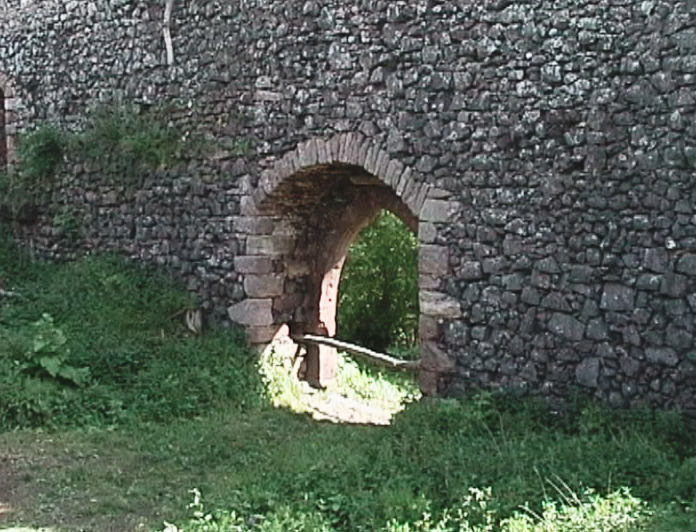
Das Burgtor von innen
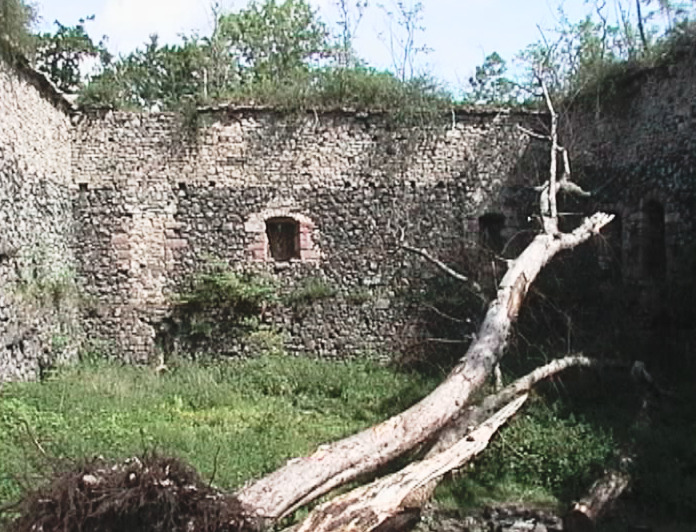
Turmecke im Innenhof
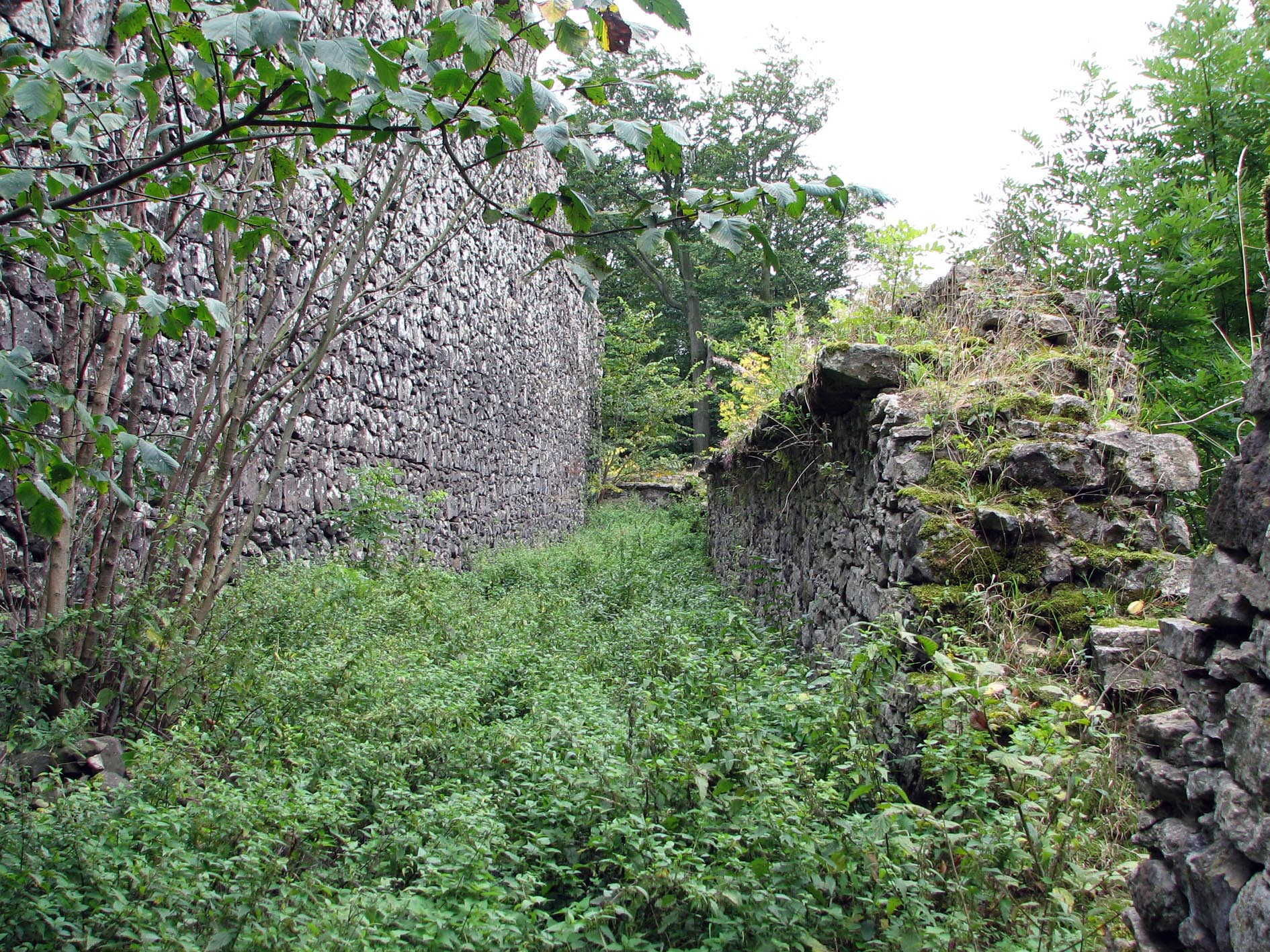
Wallgraben zwischen zwei Burgmauern
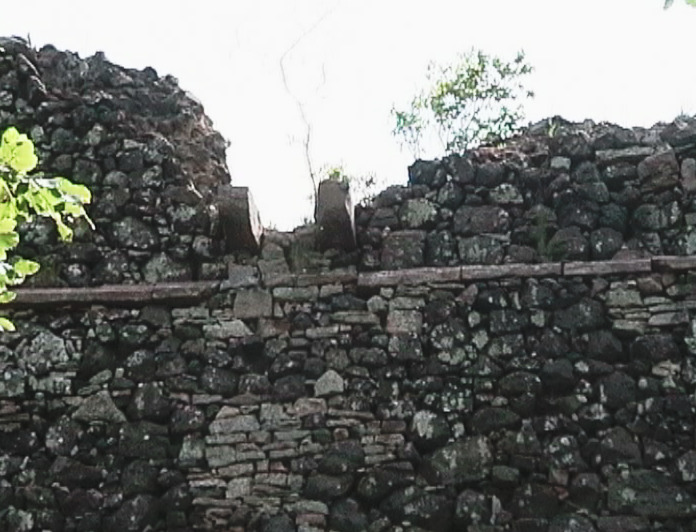
Erker (Abort) an der Westseite
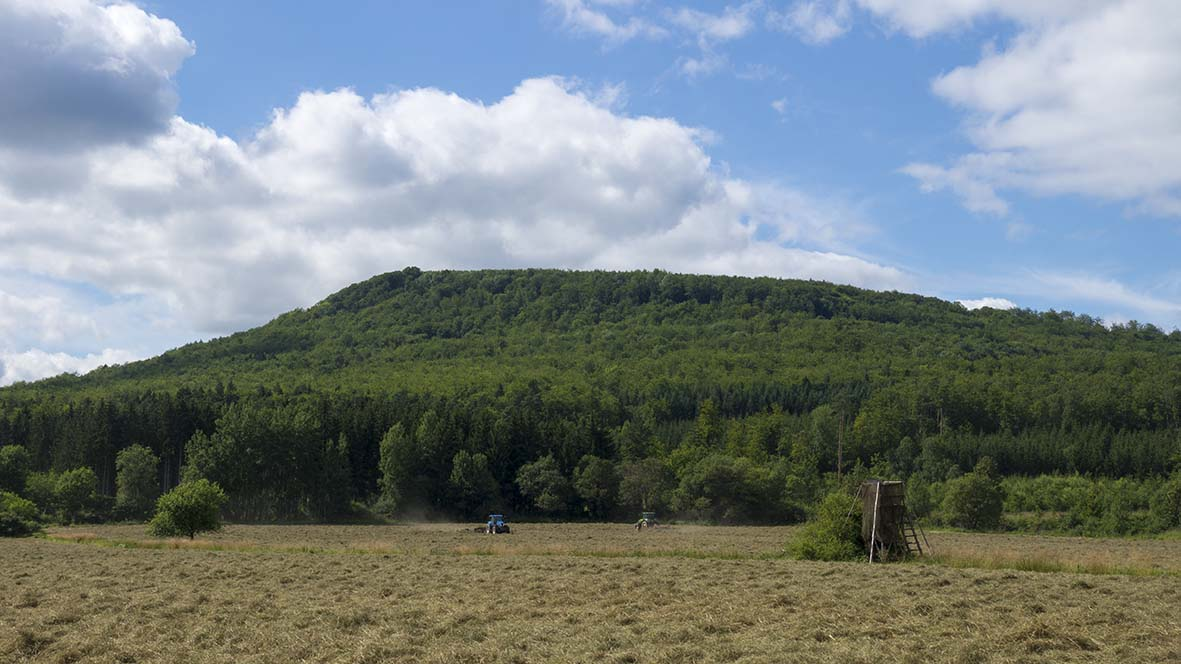
Der Hutsberg, auf dem die Hutsburg liegt